# Языковая граница
Языковая граница — условная линия, проходящая между постоянными населёнными пунктами, расположенными по краям ареала распространения двух языков (например, нефиксированная и постепенно исчезающая Мозельская языковая граница и бретонская языковая граница во Франции, а также довольно чёткая, особенно после 1963 г., Бельгийская языковая граница между романским и германским ареалами в Бельгии, и т. д.).
Языковые границы меняются с течением времени, могут не совпадать с политическими границами, вызывая межгосударственные и этноязыковые конфликты. Часто в результате смещения языковыx границ образуются языковые острова — анклавы или эксклавы. Языковые границы не всегда совпадают с естественными географическими барьерами. Изучением языковых границ занимается лингвистическая география.

## Особенности

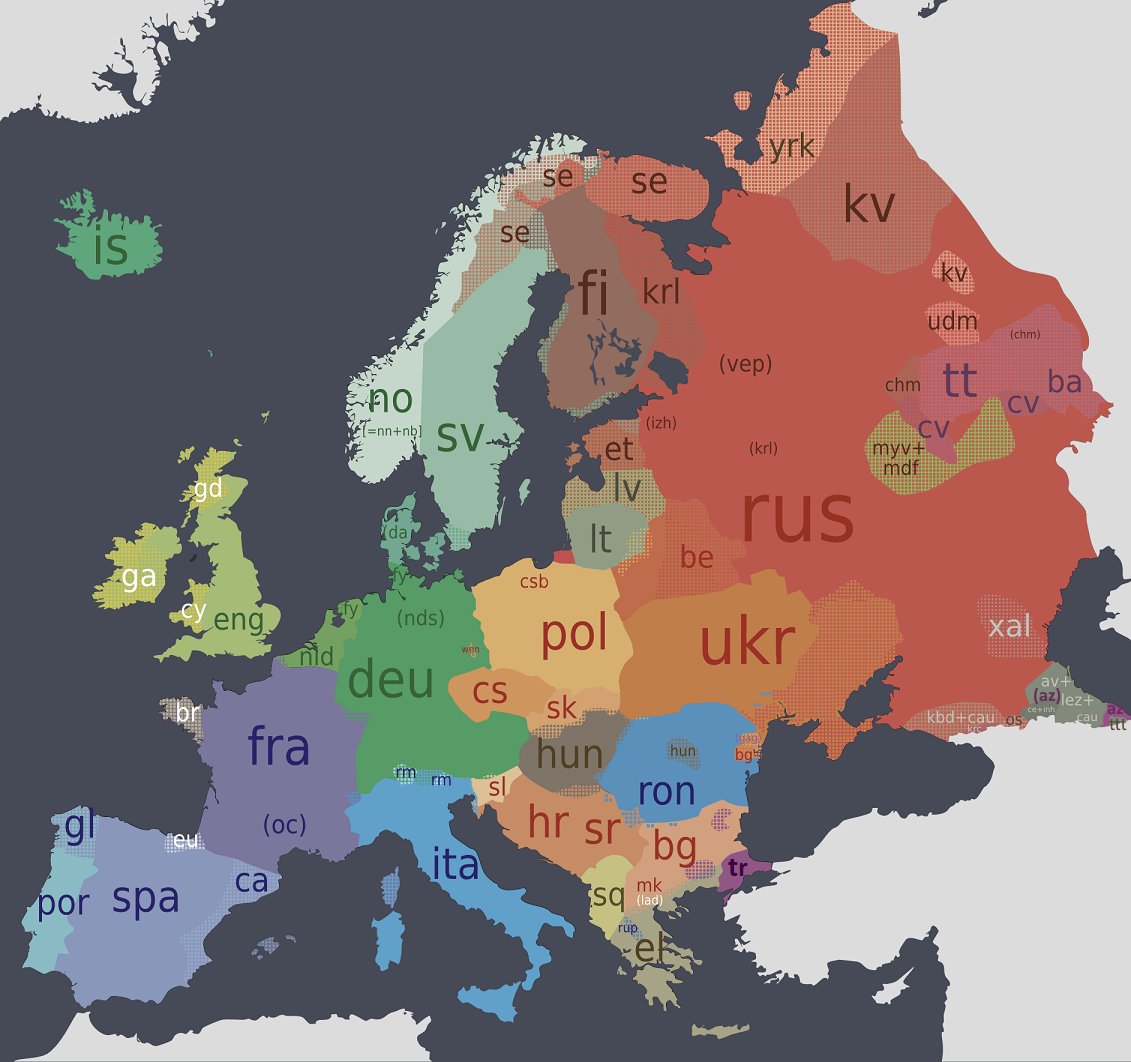
Приблизительное распространение языков в Европе.

Языковая граница по степени выраженности может существенно различаться на разных своих участках. Так в районе Фулиньи (Мозель, Франция) переход от романского ареала к германскому долгое время бросался в глаза по всем параметрам (язык, культура, архитектура). В то же время в р-не Брюсселя (Бельгия) до настоящего времени сохраняется смешение (до определённой степени) языковых и культурных установок населения (часто асимметричное); имеются двуязычные и льготно-языковые регионы.

## Замечание
В случае с двумя контактирующими близкородственными языками, рассматривают обычно не языковую границу, а диалектный континуум, распадающийся на полосы — изоглоссы. Так, нижненемецкий язык на северо-западе Германии постепенно переходит в нидерландские (нижнефранкские) диалекты. Жители по обе стороны границы легко понимают друг друга, считая, что говорят на одном языке, хотя фактически к востоку говорят на нижненемецких диалектах, а на западе — на нидерландских.

## Примеры
- Романо-германская языковая граница в Европе, простирающаяся от Дюнкерка до Тарвизио, проходящая через Францию, Бельгию, Люксембург, Швейцарию и Италию, в том числе её части:
  - Бельгийская языковая граница, официально закреплённая в середине XX века;
  - Франко-немецкая языковая граница в Швейцарии (Рёштиграбен)[2][3].
- Франко-бретонская языковая граница на п-ове Бретань в средние века.
- Испано-баскская языковая граница.
- Итало-словенская языковая граница.

## История
В результате бурных политических событий XX века (войны, депортации и др.), целый ряд просуществовавших не oдно тысячелетие языковых границ исчез, совпав с новыми административными границами государств. Такова судьба бывшей немецко-чешской языковой границы, немецко-польской границы (см. Возвращённые земли) и т. д.